# Dryobalanops lanceolata
Dryobalanops lanceolata är en tvåhjärtbladig växtart som beskrevs av William Burck. Dryobalanops lanceolata ingår i släktet Dryobalanops och familjen Dipterocarpaceae. Inga underarter finns listade i Catalogue of Life.